# Олімпійський стадіон Нілтона Сантоса
Олімпійський стадіон імені Жо́ао Авела́нжа (порт. Estádio Olímpico João Havelange), також відомий як Енженья́н (порт. Engenhão) або Стадіон імені Ні́лтона Са́нтоса (порт. Estádio Nilton Santos) — багатопрофільний стадіон у Енженьо де Дентро, передмісті Ріо-де-Жанейро.
Клуб «Ботафого», що орендує стадіон у міста Ріо-де-Жанейро (строком до 2027 р.), використовує неофіційну, але дозволену мерією Ріо-де-Жанейро в 2015 році назву «Стадіон імені Нілтона Сантоса» — на честь знаменитого захисника клубу «Ботафого» Нілтона Сантоса, померлого у 2013 році. Пропозиція офіційно перейменувати стадіон на честь футболіста, висунута клубом, була відхилена.

## Історія

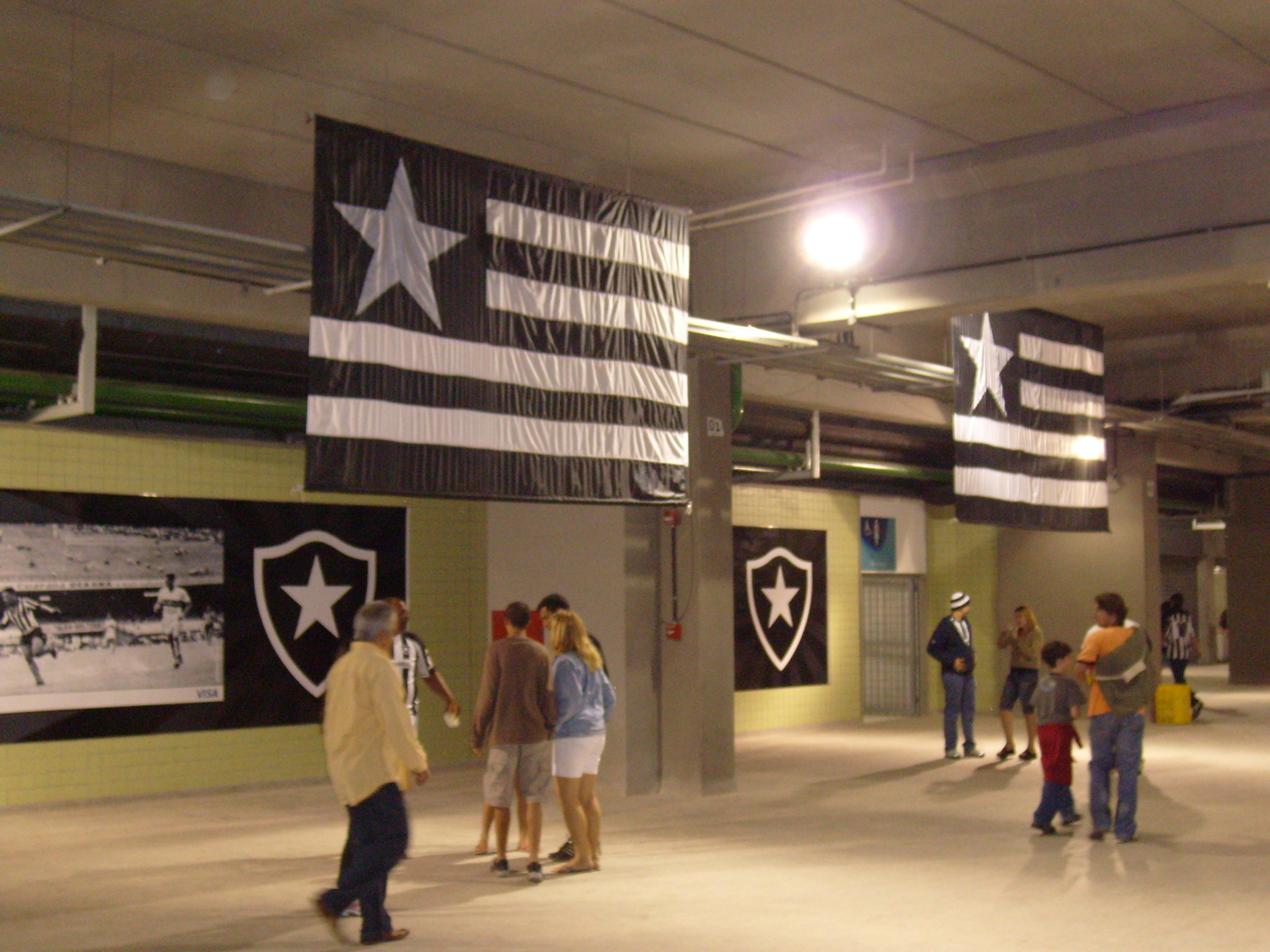
У внутрішніх приміщеннях стадіону

Перший спортивний захід, проведений на стадіоні — матч між «Ботафого» й «Флуміненсе» у межах чемпіонату Бразилії з футболу 2007. Зустріч закінчилася перемогою «Ботафого» з рахунком 2:1, клуб отримав Кубок імені Жоао Авеланжа. 3 серпня того ж року «Ботафаго» уклав згоду з мерією міста про оренду стадіону до 2027 року. 11 серпня відбулася НП — обвалився 15-метровий фрагмент навісу, на щастя, ніхто не постраждав.
У 2007 році стадіон також прийняв матчі групового етапу Панамериканських ігор 2007.
10 вересня 2008 року на стадіоні уперше грала збірна Бразилії — проти збірної Болівії в межах кваліфікаційного раунду чемпіонату світу 2010. Матч закінчився з рахунком 0:0.
Під час реконструкції стадіону Маракана у 2011—2013 роках стадіон імені Авеланжа слугував домашньою ареною також для клубів «Фламенго» й «Флуміненсе».

## Інші заходи
Окрім спортивних змагань, на стадіоні проводять й інші заходи, такі як концерти популярної музики. Серед відомих артистів, що виступали на стадіоні: Пол Маккартні (Up and Coming Tour, 22-23 травня 2011), Джастін Бібер (My World Tour, 5-6 жовтня 2011), Роджер Уотерс (The Wall Live, 29 березня 2012). Під час концертів живої музики стадіон збирає від 20 до 45 тисяч глядачів.

## Олімпіада 2016
На літніх Олімпійських іграх 2016 на стадіоні проходять змагання з футболу й легкої атлетики.